# WISH (I WiSHのアルバム)
『WISH』（ウィッシュ）は、I WiSHの2枚目のオリジナルアルバム。

## 解説
- このアルバムをもってI WiSHは解散、2人はそれぞれの道を歩むことになった。

## 収録曲
1. キミと僕
4thシングル。テレビ東京系アニメ『SDガンダムフォース』エンディングテーマ曲。
2. いい日旅立ち
日本国有鉄道（国鉄）が行っていた旅行誘致キャンペーン、及びそのキャンペーンソングの「いい日旅立ち」のカバー。
3. Best Friend
4. 夏の幻
5. 幸せのうた
6. 約束の日
3rdシングル。
7. 15の夏
8. SHA-LA-LA
9. I wish
10. Precious days
5thシングル。